# Disposizione (diritto)
Il termine disposizione è utilizzato, nel suo significato più generale, come sinonimo di norma. Tuttavia nel linguaggio giuridico viene impiegato anche con un significato più ristretto,  per designare uno degli enunciati linguistici di senso compiuto nei quali si articola il testo di un atto normativo (che negli ordinamenti odierni è generalmente scritto). Le disposizioni così intese non coincidono necessariamente con partizioni del testo normativo quali gli articoli o i commi.

## Distinzioni
Dalla disposizione va tenuta distinta la norma, intesa in senso stretto, ossia il significato dell'enunciato, ricavato con un'operazione che prende il nome di interpretazione. Dalla medesima disposizione diversi interpreti (o lo stesso interprete in momenti diversi) possono ricavare norme diverse: infatti, una disposizione, specie se considerata non isolatamente ma nel contesto dell'ordinamento giuridico al quale appartiene, ammette di solito una pluralità di interpretazioni o, per dirla con Hans Kelsen, esprime una "cornice" di potenziali significati.

## Caratteristiche
Come il concetto di norma può essere esteso includendovi le norme che mancano dei caratteri della generalità e dell'astrattezza, così il concetto di disposizione può essere esteso includendovi gli enunciati linguistici da cui si ricavano tali norme. In questo senso, si può parlare di disposizioni di un provvedimento amministrativo o giurisdizionale oppure di un negozio giuridico di diritto privato, quale un contratto o un testamento, e di interpretazione di tali atti (che, unitamente a quelli normativi, rientrano nella categoria degli atti precettivi). 